# William Henry Washington
William Henry Washington (* 7. Februar 1813 bei Goldsboro, North Carolina; † 12. August 1860 in New Bern, North Carolina) war ein US-amerikanischer Politiker. Zwischen 1841 und 1843 vertrat er den Bundesstaat North Carolina im US-Repräsentantenhaus.

## Werdegang
Nach einem Jurastudium und seiner im Jahr 1835 erfolgten Zulassung als Rechtsanwalt begann William Washington in New Bern in seinem neuen Beruf zu arbeiten. Gleichzeitig schlug er als Mitglied der Whig Party eine politische Laufbahn ein. Bei den Kongresswahlen des Jahres 1840 wurde er im vierten Wahlbezirk von North Carolina in das US-Repräsentantenhaus in Washington, D.C. gewählt, wo er am 4. März 1841 die Nachfolge von Charles Biddle Shepard antrat. Da er 1842 auf eine erneute Kandidatur verzichtete, konnte er bis zum 3. März 1843 nur eine Legislaturperiode im Kongress absolvieren. Diese war von den Spannungen zwischen den Whigs und Präsident John Tyler geprägt. Damals wurde bereits über eine mögliche Annexion der seit 1836 von Mexiko unabhängigen Republik Texas diskutiert.
Nach seinem Ausscheiden aus dem US-Repräsentantenhaus blieb Washington auf Staatsebene im politischen Geschäft. In den Jahren 1843 und 1846 war er Abgeordneter im Repräsentantenhaus von North Carolina. Außerdem saß er 1848, 1850 und 1852 im Staatssenat. Beruflich praktizierte er wieder als Anwalt. William Washington starb am 12. August 1860 in New Bern.